# Социальное обеспечение в США

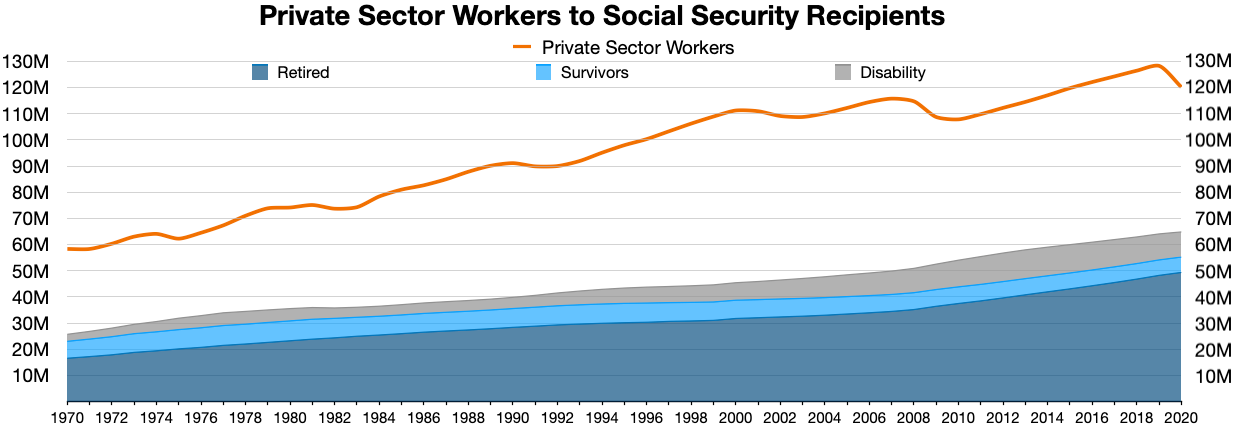
Работники частного сектора — получатели социальных пособий
Работники частного сектора
Лица с ограниченными возможностями
Пособия по выживанию
Пенсионное социальное обеспечение

Социальное обеспечение в США (англ. Social Security in United States) — термин, обычно используемый для федеральной программы Страхования по старости, в связи с потерей кормильца и инвалидностью (OASDI), которая находится в ведении Администрации социального обеспечения (SSA). Первоначальный Закон о социальном обеспечении был подписан Франклином Рузвельтом в 1935 году, а текущая версия Закона с поправками охватывает несколько программ социального обеспечения и социального страхования.

## История
Основная статья: История социального обеспечения в США